# ۲۰ ژانویه
۲۰ ژانویه در تقویم گرگوری، بیستمین روز سال است. ۳۴۵ روز (در سال‌های کبیسه ۳۴۶روز) تا پایان سال باقی است.

## رویدادها
- ۳۳۰ پیش از میلاد - سردار آریوبرزن در کوه‌های پارس و در حال دفاع از وطن در مقابل یورش اسکندر مقدونی به خاک افتاد.[نیازمند منبع]
- ۲۵۰ - دقیانوس، اذیت و آزار گستردهٔ مسیحیان را در رم آغاز می‌نماید. پاپ فابین کشته می‌شود.
- ۱۸۴۱ - جزیرهٔ هنگ کنگ به اشغال نیروهای بریتانیایی درآمد.
- ۱۸۹۳ - سرزمین لائوس توسط نیروهای فرانسوی تصرف شد.
- ۱۸۹۶ - کشف اشعه ایکس توسط ویلهلم رونتگن فیزیک‌دان آلمانی.
- ۱۹۶۴ - آبادان - محمدرضاشاه پهلوی کارخانه پترو شیمی را افتتاح می‌کند.

## زادروزها
- ۱۸۲۳ - ژان هانری فابر، طبیعی‌دان و حشره‌شناس فرانسوی.
- ۱۸۳۸ - ورده الیازجی، شاعر لبنانی-عثمانی. [۱]
- ۱۹۱۵ - غلام اسحاق خان، رئیس‌جمهور پاکستان
- ۱۹۲۰ - فدریکو فلینی، کارگردان ایتالیایی
- ۱۹۴۶ - دیوید لینچ، کارگردان آمریکایی
- ۱۹۵۲ - پل استنلی، خواننده و گیتاریست هارد راک آمریکایی (گروه کیس)

## درگذشت‌ها
- ۱۸۷۵ - ژان فرانسوا میله، نقاش فرانسوی
- ۱۹۹۰ - هایده، خوانندهٔ ایرانی.
- ۲۰۰۶ – لزلی ویلسون، دوچرخه‌سوار اهل بریتانیا (ز. ۱۹۲۶)